# 東日本旅客鉄道秋田支社

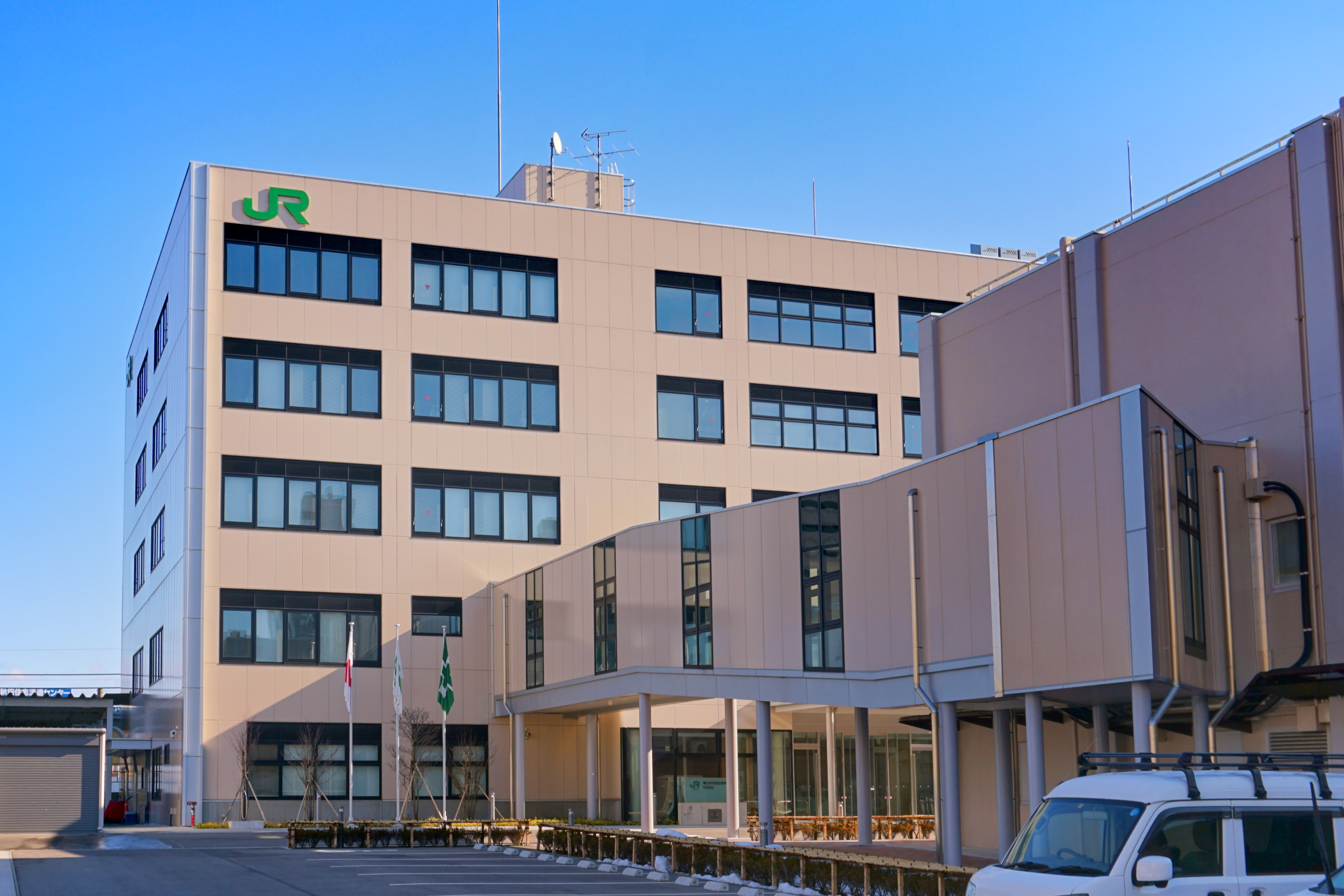
JR東日本秋田支社

東日本旅客鉄道秋田支社（ひがしにほんりょかくてつどう あきたししゃ）は、秋田県秋田市にある東日本旅客鉄道（JR東日本）の地域支社。秋田県秋田市中通七丁目1-1（秋田駅西口）に位置する。2026年に組織改正により秋田支社が廃止され、管轄の業務は秋田・青森の各事業本部に移管される予定。

## 概要
1950年（昭和25年）8月1日、日本国有鉄道（国鉄）の組織再編に伴い秋田鉄道管理局として設置される。1958年（昭和33年）には庁舎が改築され、国鉄分割民営化後には管轄地域の移管など変遷を重ねた。
支社社屋の老朽化が顕著となり、3棟で分散して業務にあたっていたため、旧社屋に近接して新社屋を建設。2017年（平成29年）3月25日に落成式が挙行され、同年4月24日から新社屋において業務を開始。社員が持つSuica付社員証を使って入退室や出退勤の管理、コピー複合機の使用、会議の出欠などができる新システムを導入した。また旧社屋跡地にはABS秋田放送が新築移転した。

## 沿革

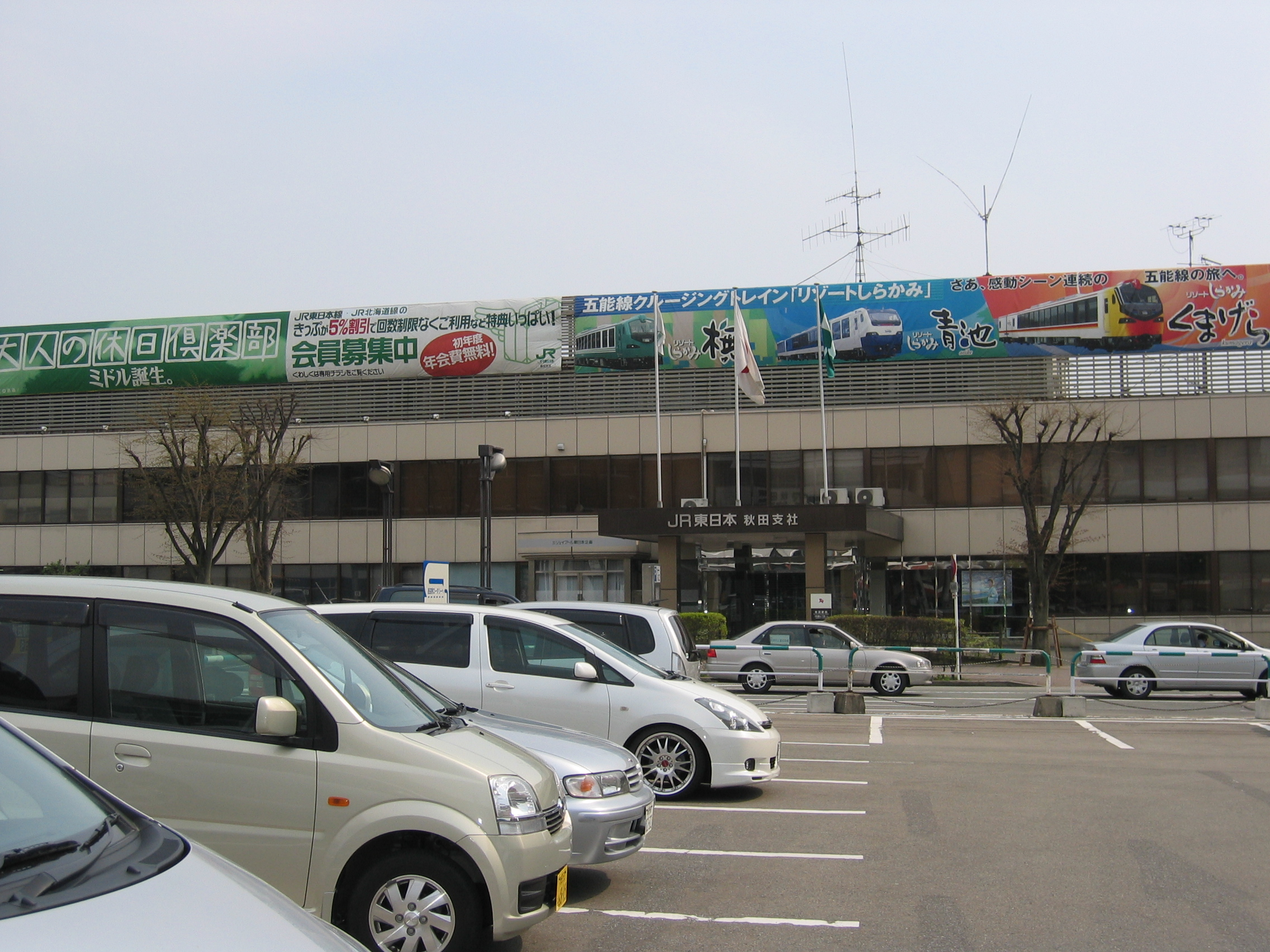
旧秋田支社 2007年5月3日撮影

- 1919年（大正8年）5月1日 - 仙台鉄道管理局 秋田運輸事務所となる[4]。
- 1936年（昭和11年）9月1日 - 新潟鉄道局 秋田運輸事務所となる[5]。
- 1942年（昭和17年）9月11日 - 新潟鉄道局 秋田管理部となる[6]。
- 1947年（昭和22年）4月1日 - 鉄道業務課に公安係を設置[7]。
- 1949年（昭和24年）6月1日- 秋田、山形、弘前各駅に鉄道公安室を設置[7]。
- 1950年（昭和25年）8月1日 - 日本国有鉄道（国鉄）の組織再編に伴い秋田鉄道管理局を設置。
- 1951年（昭和26年）5月1日 - 鉄道公安職員の拳銃携帯を開始[8]。
- 1954年（昭和29年）6月20日 - 秋田鉄道病院が開院[8]。
- 1958年（昭和33年）12月17日 - 本局庁舎第1棟が竣工[9]。
- 1959年（昭和34年）
  - 9月22日 - 秋鉄局で初めて、奥羽本線秋田駅-米沢駅間にディーゼル機関車の営業運転を開始[10]。
  - 11月24日 - 本局庁舎第2・第3棟が竣工[9]。
- 1966年（昭和41年）3月25日 - 秋鉄局管内100㎞以上の準急を急行に格上げ[11]。
- 1974年（昭和49年）3月29日 - 秋鉄局最後の蒸気機関車（阿仁合線）が廃止[12]。
- 1980年（昭和55年）8月1日 - 秋鉄局開局30周年を記念して、桜田淳子[注 1]に一日局長を委嘱[13]。
- 1984年（昭和59年）
  - 2月1日 - 秋鉄局最後の客貨混合列車（五能線）が廃止[14]。
  - 11月1日 - 黒石線を弘南鉄道に経営移管[15]。
- 1985年（昭和60年）
  - 3月14日 - ダイヤ改正に合わせて、シンボルキャラクター「アッキーくん」誕生[16]。
  - 4月1日 - 秋田鉄道病院が秋田鉄道健診センターとなる[15]。
  - 10月1日 - 矢島線を由利高原鉄道に経営移管。
- 1986年（昭和61年）
  - 10月29日 - キャンペーンレディ「ミスアッキー」誕生[17]。
  - 11月1日 - 阿仁合線および角館線を秋田内陸縦貫鉄道に経営移管。
- 1987年（昭和62年）4月1日 - 国鉄分割民営化により東日本旅客鉄道 東北地域本社 秋田支店になる。鉄道公安室を各県警察鉄道警察隊に移管。
- 1988年（昭和63年）4月1日 - 奥羽本線及位駅以南を東北地域本社（当時）に移管。
- 1989年（昭和64年）1月7日 - 昭和天皇崩御に伴い、JR東日本秋田支店は各駅に対し駅舎や駅構内の電照広告の停止、派手なポスターの撤去、社員の黒っぽいネクタイ着用を指示[18]。
- 1990年（平成2年）4月1日 - 東日本旅客鉄道 秋田支社となる[19]。
- 1991年（平成3年）
  - 3月16日 - 奥羽本線の大鰐駅を大鰐温泉駅に改称。
  - 12月20日 - 秋田、大曲、横手、能代、大館、羽後本荘各駅の旅行センターを「びゅうプラザ」に改称[20][21]。
- 1993年（平成5年）6月21日 - 奥羽本線に701系電車の営業運転を開始[22]。
- 1995年（平成7年）12月1日 - 奥羽本線に井川さくら駅を新設。
- 1996年（平成8年）10月1日 - 盛岡支社から北上線黒沢駅以西が移管される[23]。
- 1997年（平成9年）
  - 3月1日 - ウェブサイトを開設[24]。
  - 3月22日 - 秋田新幹線が開業。
  - 10月1日 - 五能線にあきた白神駅を新設。
- 2000年（平成12年）12月2日 - 五能線の陸奥黒崎駅を白神岳登山口駅に改称。
- 2001年（平成13年）12月1日 - 羽越本線に岩城みなと駅を、五能線にウェスパ椿山駅を新設。
- 2007年（平成19年）7月1日 - 奥羽本線新青森駅以東を盛岡支社に移管。
- 2012年（平成24年）5月8日 - 秋田県市長会とJR東日本秋田支社にて、「踏切事故０運動」に取り組む協定を締結[25]。
- 2015年（平成27年）9月1日 - 秋田県と秋田市、JR東日本にて、「地方創生に向けたコンパクトなまちづくりに関する連携協定」を締結[26]。
- 2017年（平成29年）
  - 3月4日 - 奥羽本線・男鹿線にEV-E801系電車「ACCUM」の営業運転を開始[27]。
  - 3月25日 - 新社屋が完成し、落成式を挙行[2]。
  - 4月6日 - 三種町教育委員会とJR東日本秋田支社にて、「スポーツ・地域振興に関する合意書」を締結[28]。
  - 4月24日 - 新社屋での業務を開始[2]。
  - 12月1日 - 秋田地区総合事務所1階に、企業主導型の事業所内保育所「ぽっぽランドこまち」を開設[29]。
- 2018年（平成30年）
  - 4月5日 - 秋田公立美術大学とJR東日本秋田支社にて、駅を中心としたまちづくりや沿線活性化など4項目の包括連携に関する協定を締結[30]。
  - 7月30日 - 近隣のローカル鉄道4社（津軽鉄道、弘南鉄道、秋田内陸縦貫鉄道、由利高原鉄道）と観光振興などで連携協定を締結[31]。
- 2019年（平成31年/令和元年）
  - 5月7日 - 仙北市および田沢湖・角館観光協会とJR東日本秋田支社にて、「観光まちづくり」を進めるための連携協定を締結[32]。翌6月19日、これに基づき古民家改装ホテルを角館に開業する計画を発表[33]。
  - 9月30日 -  びゅうプラザ大曲駅が営業を終了。
  - 12月17日 - 秋田駅東口に完成した秋田ノーザンゲートスクエアの竣工式を挙行[34]。
- 2020年（令和2年）
  - 2月 - JR東日本が主体となり開発を手掛ける食事付き学生マンション兼合宿施設「ディークレスト秋田駅前」が秋田駅東口に竣工[35][36]。
  - 3月16日 - 3つの蔵を大規模改修して角館に古民家ホテル「和のゐ 角館」が開業[37]。
  - 3月31日 - びゅうプラザ弘前駅が営業を終了。
  - 11月17日 - 支社公式サイトを閉鎖。
  - 11月30日 - びゅうプラザ秋田駅が営業を終了。
  - 12月12日 - 五能線にGV-E400系気動車の営業運転を開始[38]。
- 2021年（令和3年）
  - 3月12日 - この日をもって、五能線と男鹿線でのキハ40、48形の定期運行を終了[39]。
  - 3月13日 - 奥羽本線に泉外旭川駅を新設[40]。
  - 3月24日 - 秋田駅に駅たびコンシェルジュ秋田が開業[41]。
  - 7月1日 - JRの五能線と男鹿線、秋田内陸縦貫鉄道秋田内陸線、由利高原鉄道鳥海山ろく線を観光紹介する「秋田の4あわせ鉄道博覧会」WEBページ開設[42]。
- 2022年（令和4年）
  - 3月12日 - 北上線の平石駅と矢美津駅が廃止される[43]。
  - 10月22日
    - 秋田駅周辺にて、JR秋田駅開業120周年と、日本の鉄道開業150周年を記念した「秋田エリアプレミアムフェア2022」開催[44]。
    - 岩田写真創業100周年、みずほ銀行秋田支店開設100周年、秋田駅開業120周年を記念して、謎解きしながら秋田市中心部の建物を撮影し、昔の写真と比較して街並みの変化を比較してもらう「秋田謎解きフォトギャラリー」を開催[45]。
- 2023年（令和5年）
  - 5月27日 - 秋田エリア17駅と青森エリア10駅にて、ICカード「Suica」の利用を開始[46]。
  - 6月19日 - NTT東日本秋田支店とJR東日本秋田支社にて、秋田ノーザンゲートスクエアにAIカメラを導入[47]。地元スポーツチームの競技力向上や、一般の施設利用者の利便性向上につなげる[47]。
- 2024年（令和6年）
  - 3月8日 - 秋田県とJR東日本秋田支社、新仙岩トンネル整備促進期成同盟会にて、「新仙岩トンネル」の整備実現に向け、沿線地域の活性化や新幹線の利用喚起に協力して取り組む協定を締結[48]。
  - 3月22日 - JR東日本秋田支社と弘南鉄道にて、保線分野における技術支援に関する協定を締結[49]。
  - 4月25日 - 昨年5月に県内在来線17駅に導入したICカード「Suica」について、利用状況が乗客の3割前後にとどまっていると、JR東日本秋田支社の定例記者会見で発表[50]。
  - 10月1日 - 県内105駅を含む東北地方ほぼ全域のJR各駅にて、えきねっとQチケのサービスを開始[51]。
- 2025年（令和7年）4月1日 - 秋田、大曲、東能代、弘前の各駅構内に、地域と連携しながら施策を推進する「地域共創オフィス」を設置[52]。
- 2026年（令和8年）7月1日（予定） - 組織改正により秋田支社が廃止され、秋田事業本部に改組される。合わせて秋田支社管内のうち青森県内の各区間を青森事業本部へ移管[1]。

## 管轄路線
旧国鉄秋田鉄道管理局の流れを汲んでおり、花輪線を除く秋田県全域、山形県内の羽越本線の一部区間、青森県の津軽地方を管轄している。2022年3月31日時点で、合計634.9kmの在来線、141の駅を管轄している。
- 花輪線の秋田県内区間は大館駅付近を除いて盛岡支社の管轄。

路線
※ 支社境界が場内信号機などと一致する場合は該当停車場（駅・信号場など）を境界駅として扱うが、支社境界が閉塞区間上にある場合には境界線の内側の停車場を記載している。なお、◇が付いた路線は全線が管理区間内に入っている路線、●印が付いた路線は他線接続駅しか管理区間内に入っていない路線である。
| 路線名   | 区間                                  | 駅数 | 備考                                            |
| -------- | ------------------------------------- | ---- | ----------------------------------------------- |
| 奥羽本線 | 院内駅 - 新青森駅（新青森駅構内除く） | 58   | このうち大曲駅 - 秋田駅間は秋田新幹線列車も走行 |
| 北上線   | 黒沢駅 - 横手駅                       | 3    |                                                 |
| 田沢湖線 | 志度内信号場 - 田沢湖駅 - 大曲駅      | 10   | 全区間にわたり秋田新幹線列車も走行              |
| 羽越本線 | 本楯駅 - 秋田駅                       | 21   |                                                 |
| ◇男鹿線  | 追分駅 - 男鹿駅                       | 8    |                                                 |
| ◇五能線  | 東能代駅 - 川部駅                     | 41   |                                                 |
| ●花輪線  | （長木川橋梁東大館方） - 大館駅       | 0    |                                                 |

駅数についての注釈
1. ↑  奥羽本線と接続する横手駅は含まない。
2. ↑  奥羽本線と接続する大曲駅は含まない。
3. ↑  奥羽本線と接続する秋田駅は含まない。
4. ↑  奥羽本線と接続する追分駅は含まない。
5. ↑  奥羽本線と接続する東能代駅と川部駅は含まない。
6. ↑  大館駅は奥羽本線の駅として計上される。

※なお、除雪作業については、奥羽本線は及位駅以北、田沢湖線は大地沢信号場以西を担当している。

### かつての管轄路線
昭和末期までは奥羽本線の米沢駅 - 新青森駅間のほか、左沢線全線、米坂線の米沢駅 - 今泉駅（この駅で旧長井線と合流するため）間、仙山線の羽前千歳駅から数百メートルほど、陸羽東線の新庄駅 - 南新庄駅（この駅まで奥羽本線と併走するため）間、陸羽西線（余目駅を除く）の各区間も担当していた。山形新幹線開業を控え管理区分が見直され、東北本部（当時の東北地域本社、1998年に仙台支社へ、2022年に東北本部へ改称）に移管された。2007年7月には、将来の東北新幹線の新青森駅延伸開業を見越して新青森駅 - 青森駅間が盛岡支社に移管された。
逆に北上線は横手駅構内を除き、全線盛岡鉄道管理局・盛岡支社の管内だった。
これらを差し引きすると、旧秋田鉄道管理局の管轄と一致する。

## 駅・乗務員区所
- 秋田統括センター - 秋田駅、土崎駅、羽後本荘駅、運輸（乗務員）
- 横手・大曲統括センター - 横手駅、大曲駅、運輸（乗務員）
- 東能代統括センター - 東能代駅、運輸（乗務員）
- 弘前統括センター - 弘前駅、五所川原駅、運輸（乗務員）

## 設備保全区所

### 保線関係区所
- 秋田保線設備技術センター
- 大曲保線設備技術センター
  - 横手エリアセンター
- 東能代保線設備技術センター
  - 大館派出
- 羽後本荘保線設備技術センター
- 弘前保線設備技術センター

### 電気関係区所
- 秋田電力設備技術センター
  - 弘前電力メンテナンスセンター
- 秋田信号通信設備技術センター
  - 弘前信号メンテナンスセンター

### その他の区所
- 秋田土木設備技術センター
  - 弘前派出
- 秋田建築設備技術センター
- 秋田機械設備技術センター

## 乗車人員ランキング

### 乗車人員ベスト20
2022年度、秋田支社管内で一日平均の乗車人員が多かった20駅は下記の通り。
| 順位 | 駅名       | 1日平均 乗車人員 | 順位 | 駅名       | 1日平均 乗車人員 |
| ---- | ---------- | ---------------- | ---- | ---------- | ---------------- |
| 1    | 秋田駅     | 8,881人          | 11   | 五所川原駅 | 695人            |
| 2    | 弘前駅     | 3,629人          | 12   | 大館駅     | 626人            |
| 3    | 土崎駅     | 1,799人          | 13   | 八郎潟駅   | 572人            |
| 4    | 大曲駅     | 1,676人          | 14   | 湯沢駅     | 519人            |
| 5    | 追分駅     | 1,517人          | 15   | 鷹ノ巣駅   | 441人            |
| 6    | 横手駅     | 981人            | 16   | 東能代駅   | 438人            |
| 7    | 羽後本荘駅 | 906人            | 17   | 角館駅     | 428人            |
| 8    | 新屋駅     | 818人            | 18   | 北常盤駅   | 407人            |
| 9    | 浪岡駅     | 782人            | 19   | 十文字駅   | 350人            |
| 10   | 羽後牛島駅 | 744人            | 20   | 大久保駅   | 332人            |

### 北東北県別乗車人員ベスト5
2023年度（令和5年度）、JR東日本秋田支社および盛岡支社管内に属する、北東北（青森県、岩手県、秋田県）の各県で一日平均の乗車人員が多かった5駅は下記の通り（第三セクターに移行された並行在来線は含まない）。
| 北東北1日平均乗車人員 | 北東北1日平均乗車人員 | 北東北1日平均乗車人員 | 北東北1日平均乗車人員 | 北東北1日平均乗車人員 |
| 県内 順位             | 県名                  | 県名                  | 県名                  |                       |
| 県内 順位             | 青森県                | 岩手県                | 秋田県                | 出典                  |
| --------------------- | --------------------- | --------------------- | --------------------- | --------------------- |
| 1                     | 青森駅                | 盛岡駅                | 秋田駅                | [ 55 ] [ 56 ]         |
| 1                     | 5,556                 | 16,102                | 9,830                 | [ 55 ] [ 56 ]         |
| 2                     | 新青森駅              | 一ノ関駅              | 大曲駅                | [ 55 ] [ 56 ]         |
| 2                     | 4,390                 | 3,915                 | 1,822                 | [ 55 ] [ 56 ]         |
| 3                     | 八戸駅                | 北上駅                | 土崎駅                | [ 55 ] [ 56 ]         |
| 3                     | 4,324                 | 3,668                 | 1,801                 | [ 55 ] [ 56 ]         |
| 4                     | 弘前駅                | 花巻駅                | 追分駅                | [ 55 ] [ 56 ]         |
| 4                     | 3,895                 | 3,004                 | 1,486                 | [ 55 ] [ 56 ]         |
| 5                     | 本八戸駅              | 矢幅駅                | 横手駅                | [ 55 ] [ 56 ]         |
| 5                     | 977                   | 2,990                 | 1,062                 | [ 55 ] [ 56 ]         |
| 計                    | 19,142                | 29,679                | 16,001                | [ 55 ] [ 56 ]         |

### 対東京年間輸送人員
JR東日本によると、北東北の各県庁所在地における2018年度（平成30年度）の対東京年間輸送人員は下記の通り。
| 2018年度（平成30年度） 北東北の対東京年間輸送人員（千人） | 2018年度（平成30年度） 北東北の対東京年間輸送人員（千人） | 2018年度（平成30年度） 北東北の対東京年間輸送人員（千人） | 2018年度（平成30年度） 北東北の対東京年間輸送人員（千人） | 2018年度（平成30年度） 北東北の対東京年間輸送人員（千人） |
| 区間                                                      | 新幹線                                                    | 航空機                                                    | 合計                                                      | 出典                                                      |
| --------------------------------------------------------- | --------------------------------------------------------- | --------------------------------------------------------- | --------------------------------------------------------- | --------------------------------------------------------- |
| 東京 - 青森                                               | 2,620                                                     | 748                                                       | 3,368                                                     | [ 58 ]                                                    |
| 東京 - 青森                                               | 78%                                                       | 22%                                                       | 100%                                                      | [ 58 ]                                                    |
| 東京 - 盛岡                                               | 2,621                                                     | -                                                         | 2,621                                                     | [ 58 ]                                                    |
| 東京 - 盛岡                                               | 100%                                                      | 0%                                                        | 100%                                                      | [ 58 ]                                                    |
| 東京 - 秋田                                               | 1,357                                                     | 972                                                       | 2,329                                                     | [ 58 ]                                                    |
| 東京 - 秋田                                               | 58%                                                       | 42%                                                       | 100%                                                      | [ 58 ]                                                    |

## 平均通過人員ランキング
秋田支社が主に管轄する秋田県内および青森県内の2023年度（令和5年度）平均通過人員を多い順に示す。なお、公表されている区間の分け方と支社境界が一致しないことや、花輪線のように秋田県内でありながらほぼ全線が他支社管轄である場合があることを鑑み、秋田県内および青森県内で営業するJR東日本管轄路線全て（他支社管轄を含む）を掲載する。
※ 秋田新幹線は在来線扱いであるため、奥羽本線大曲駅 - 秋田駅間、田沢湖線大曲駅 - 盛岡駅間はいわゆる一般的な在来線と秋田新幹線の両方を含んだ値である。
※ ◇は全線が秋田支社管轄の路線、●は一部他支社管轄を含む路線、○は全線が他支社管轄の路線を表す。
|    | 路線名      | 区間                    | 平均通過人員 （人／日） | 備考                                                                   | 出典   |
| -- | ----------- | ----------------------- | ----------------------- | ---------------------------------------------------------------------- | ------ |
| 1  | ○東北新幹線 | 新青森駅 - 八戸駅       | 12,216                  | 並行する東北本線青森駅 - 目時駅間は青い森鉄道に移管済み。              | [ 59 ] |
| 2  | ◇奥羽本線   | 秋田駅 - 追分駅         | 9,289                   |                                                                        | [ 59 ] |
| 3  | ◇奥羽本線   | 大曲駅 - 秋田駅         | 7,217                   | 秋田新幹線を含む値。                                                   | [ 59 ] |
| 4  | ●奥羽本線   | 青森駅 - 弘前駅         | 6,767                   | 青森駅 - 新青森駅は盛岡支社管轄。                                      | [ 59 ] |
| 5  | ●田沢湖線   | 大曲駅 - 盛岡駅         | 6,320                   | 秋田新幹線を含む値。田沢湖駅以西が自社管轄。                           | [ 59 ] |
| 6  | ◇奥羽本線   | 追分駅 - 東能代駅       | 2,527                   |                                                                        | [ 59 ] |
| 7  | ○八戸線     | 八戸駅 - 鮫駅           | 2,374                   |                                                                        | [ 59 ] |
| 8  | ◇羽越本線   | 羽後本荘駅 - 秋田駅     | 1,943                   |                                                                        | [ 59 ] |
| 9  | ◇奥羽本線   | 湯沢駅 - 大曲駅         | 1,578                   |                                                                        | [ 59 ] |
| 10 | ◇男鹿線     | 追分駅 - 男鹿駅         | 1,390                   |                                                                        | [ 59 ] |
| 11 | ◇五能線     | 五所川原駅 - 川部駅     | 1,345                   |                                                                        | [ 59 ] |
| 12 | ◇奥羽本線   | 東能代駅 - 大館駅       | 1,185                   |                                                                        | [ 59 ] |
| 13 | ◇奥羽本線   | 大館駅 - 弘前駅         | 948                     |                                                                        | [ 59 ] |
| 14 | ●羽越本線   | 羽後本荘駅 - 酒田駅     | 777                     | 本楯駅以北が自社管轄。                                                 | [ 59 ] |
| 15 | ◇五能線     | 能代駅 - 東能代駅       | 769                     |                                                                        | [ 59 ] |
| 16 | ○津軽線     | 青森駅 - 中小国駅       | 483                     | 期間内に運転を見合わせていたり、振替バス輸送等を行っていたため参考値。 | [ 59 ] |
| 17 | ○大湊線     | 野辺地駅 - 大湊駅       | 455                     |                                                                        | [ 59 ] |
| 18 | ◇五能線     | 深浦駅 - 五所川原駅     | 447                     |                                                                        | [ 59 ] |
| 19 | ●花輪線     | 鹿角花輪駅 - 大館駅     | 441                     |                                                                        | [ 59 ] |
| 20 | ○八戸線     | 鮫駅 - 久慈駅           | 331                     |                                                                        | [ 59 ] |
| 21 | ●奥羽本線   | 新庄駅 - 湯沢駅         | 291                     | 院内駅以北が自社管轄。                                                 | [ 59 ] |
| 22 | ◇五能線     | 能代駅 - 深浦駅         | 241                     |                                                                        | [ 59 ] |
| 23 | ●北上線     | ほっとゆだ駅 - 横手駅   | 101                     | 黒沢駅以西が自社管轄。                                                 | [ 59 ] |
| 24 | ○花輪線     | 荒屋新町駅 - 鹿角花輪駅 | 62                      |                                                                        | [ 59 ] |
| 25 | ○津軽線     | 中小国駅 - 三厩駅       | 61                      | 期間内に運転を見合わせていたり、振替バス輸送等を行っていたため参考値。 | [ 59 ] |

## マスコットキャラクター

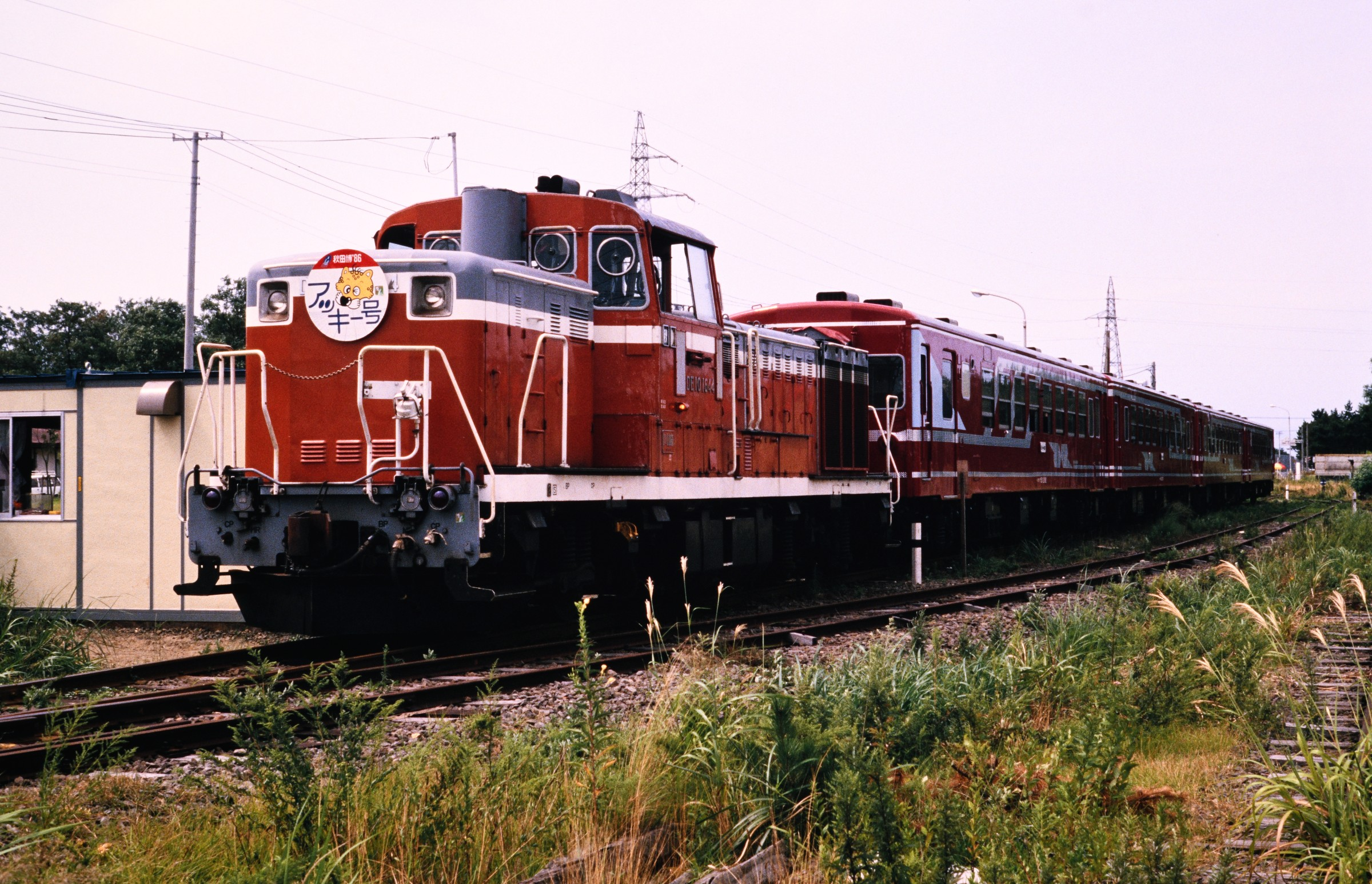
アッキーをあしらったヘッドマークが掲示されていた臨時列車「秋田博アッキー号」(1986年)

国鉄秋田鉄道管理局時代からアッキー (Acky) というマスコットキャラクターが設定されていた。
1985年（昭和60年）、秋鉄局では販売促進のためにマスコットキャラクターによる宣伝を行なうことが検討されており、この案は特に局内の会議にて審議されることもなく、プロジェクトチームの発案により決定した。イメージキャラクターは当初は秋田犬を使用することが検討されたが、秋鉄局の管内には山形県や青森県の駅も含まれていることから、珍しい動物をキャラクターにすることになり、ヒョウが選ばれた。鼻をハート型にすることで、社員が心を込めて接することを表現したキャラクターは、社内公募で「アッキー」と命名された。
「アッキー」は、子供を中心に人気となり、キャラクターグッズも複数種類発売され、他の鉄道管理局からも視察をたびたび受けるほどで、大成功となった。また、秋田博'86への臨時列車の列車愛称が「アッキー号」となり、洋風気動車の愛称はエレガンスアッキーとされたほか、民営化後には直営のハンバーガー店の店名も「パナデリア・アッキー」とされた。
しかし、1989年（平成元年）に社内上層部から「国鉄時代の遺産をなくす」という指示が下り、「アッキー」もその対象に含まれていた。キャラクターグッズの販売もなくなり、「アッキー」が使用されているのは車両のドアステッカーのみとなった。

## 日本郵便との連携
2018年（平成30年）6月12日に日本郵便とJR東日本は、「日本郵便とJR東日本の地域・社会の活性化に関する協定」を締結した。
2019年（令和元年）12月11日・12日に協定に基づき、日本郵便東北支社とJR東日本秋田支社およびジェイアール東日本物流は、秋田県で採れた新鮮な農産物などを各社のネットワークを活用し、秋田中央郵便局が郵便車で秋田駅まで、秋田駅から秋田新幹線（こまち）にて東京駅まで、ジェイアール東日本物流が東京駅から「あきた産直市」が開かれている大宮駅までトラックで運ぶ物流トライアルを実施。宮城県、長野県に次いで3例目。将来的には、首都圏に即日販売する経路を確立したいとのこと。旅客列車による物品輸送は「客貨混載」参照。
また、駅利用者の利便性向上と地域・社会の活性化に資するため、秋田駅ビル「トピコ」のリニューアルオープンに伴い、2020年3月19日に1階フロアに郵便局を新規に出店した 。

## 関連会社
- JR東日本東北総合サービス(本社は仙台市。秋田支社の関連会社だったジェイアールアトリスなどを吸収合併して発足)
- 秋田ステーションビル
  - 秋田駅ビル「トピコ」やホテルメトロポリタン秋田を運営。
- JR秋田鉄道サービス（旧秋田クリーンサービス）
  - 秋田支社管内の駅構内、車両基地、駅ビルなどでの清掃・整備業務を行なっている。